# Алексей Лука
Алексей Лука (род. 26 июля 1983, Москва, Россия) — современный российский художник.
Используемая техника в работах: коллаж, паблик-арт, скульптура.
Работает на стыке различных медиа и направлений: стрит-арт, мурализм, инсталляция, ассамбляжи.
Автор масштабных муралов, в рамках различных паблик-арт фестивалей во всех точках мира с 2012 года: Москве, Санкт-Петербурге, Ростове-на-Дону, Нижнем Новгороде, Астрахани, Выксе а также во многих городах Италии, Испании, Германии, Дании, Франции, Эстонии, Словакии и Марокко.
Автор ассамбляжей — сложных пост-конструктивистских композиций из геометрических и органических элементов.
Участник крупных групповых проектов в сфере уличного искусства (фотоальманах Алексея Партола «Части стен 2» (2018), выставка «Части Стен» в ЦВЗ «Манеж» в Санкт-Петербурге (2018), выставка «Стена» в рамках Форума уличного искусства в ММОМА (2019).

## Биография
Учился в Московском архитектурном институте. В это же время стал увлекаться граффити и стрит-артом
После окончания МАРХИ в 2006 году, он начинает активно заниматься паблик-артом в городских пространствах.
С 2008 года работы Луки экспонировались на выставках в Москве, Санкт-Петербурге, Амстердаме, Лионе, Париже, Портленде, Роттердаме и Сан-Франциско.
В 2010 году проходит первая выставка Алексея Луки совместно с другим московским стрит-арт художником Вовой Нутком (Nootk).
В 2014 году включён в годовой отчет Pirelli с инсталляцией в виде пирамиды из работ художника и была представлена в галереи Pirelli HangarBicocca в Милане.
В 2020 году номинант премии Сергея Курехина в номинации «Искусство в общественном пространстве».
В 2021 создал дом-антресоль в Никола-Ленивце

## Триеналле и биенналле
Регулярный участник российских и международных биеннале (8-я Московская международная биеннале современного искусства; I, II и III Биеннале искусства уличной волны «Артмоссфера» (2014, 2016, 2018), 6-я Биеннале в Марракеше, Марокко (2016).

## Выставки
Персональные выставки
- 2019 — Подъезд № 5. Галерея Ruarts, Москва, Россия[19][20]
- 2015 — Being here. Wunderkammern Gallery, Рим, Италия[21]

Муралы
- 2019 — Творческий индустриальный кластер «Октава» (Тула, Россия)[22][23]
- 2018 —
  - Premio Antonio Giordano. Urban Art Festival, Санта-Кроче-ди-Мальяно (Италия)
  - VIAVAI Project. Казарано (Италия)
  - FestiWall. Public Art Festival. Рагуза (Италия)
  - Chilím Festival. Астрахань (Россия)
  - Satka Street Art Fest. Сатка (Челябинская область, Россия)
  - Urvanity Art Fair. Мадрид (Испания)
- 2017 — 
  - Мурал. Румму (Эстония)
  - Stadt Wand Kunst. Мангейм (Германия)
  - Art Walk Saarbrucken. Саарбрюккен (Германия)
- 2016 — 
  - WEAART. Ольборг, Дания)
  - Altrove Festival. Катандзаро, Италия
  - MB6: Street Art. Марракеш, Марокко
- 2015 — 
  - SAC project. Кошице, Словакия
  - Cibus in Fabula project. Милан, Италия
- 2014 — 
  - «New City» festival. Нижний Новгород, Россия
  - Memorie Urbane. Арче, Италия
  - Memorie Urbane. Террачина, Италия
  - Le MUR XIII project. Париж, Франция
  - Mural. Рим, Италия
  - Street Art Museum. Санкт-Петербург (Россия
- 2013 —
  - Lgz festival. Москва, Россия
  - Art-ovrag festival. Выкса, Россия
  - Poliniza festival. Валенсия, Испания
- 2012 —
  - Фестиваль уличного искусства. 16я Линия. Ростов-на-Дону, Россия
  - Architectural farm. Москва, Россия

Групповые выставки
2021 - Проект "Здесь и сейчас", Москва
- 2020 — Nothing box, Басманный двор (Москва, Россия)
- 2019 —
  - Основной проект 8-й Московской международной биеннале современного искусства: «Ориентирование на местности», Новая Третьяковка, Москва, Россия
  - Recycle or die. Галерея ГУМ-Red-Line, Москва, Россия
  - Five years. Mini Galerie, Амстердам, Нидерланды
  - Direction / Instruction. Paradigm Gallery, Филадельфия, США
  - Opened Circle. Zimmerling and Jungfleisch Gallery, Саарбрюккен, Германия (совместно с Swiz)
- 2018 —
  - Стена. В рамках Форума уличного искусства. Московский музей современного искусства, Москва, Россия[26]
  - Части стен 2. Галерея Ruarts, Москва, Россия
  - Echoes. Zimmerling and Jungfleisch Gallery, Саарбрюккен, Германия
  - Reset. 9B Galley, Отель «Sheraton», Нижний Новгород, Россия
  - Offline: Проект в рамках 3-й Биеннале «Артмоссфера», «Винзавод» (Москва, Россия)
  - Части стен 2. ЦВЗ «Манеж» (Санкт-Петербург, Россия)
- 2017 —
  - Дачный сезон (совместно с Мишей Бурым). Галерея Ruarts, Москва, Россия
  - Contemporism. The Old Truman Brewery, Лондон, Великобритания
  - Природа взаимодействия. Национальный центр современного искусства, Саратов, Россия
  - Конфликт / Обструкция. МИСП (Музей XX и XXI века), Санкт-Петербург, Россия
  - Художественный фестиваль Artification 2017. Санкт-Петербург. Россия
- 2016 —
  - Налицо. Futuro Gallery, Нижний Новгород, Россия[27]
  - Проект 64. ВДНХ, Москва, Россия
  - II Биеннале уличного искусства Артмоссфера. ЦВЗ «Манеж», Москва, Россия
  - AltRove Group Show. Altrove Gallery, Катанзаро, Италия
  - MB6 Project. 6th Marrakech Biennale, Марракеш, Марокко
  - Let me be your hero. GHAYA Gallery, Сиди-Бу-Саид, Тунис
- 2015 — Непредвиденные обстоятельства. Галерея Ruarts, Москва, Россия[28]
- 2014 —
  - Долгое завтра. Pechersky Gallery, Москва, Россия (совместно с Дмитрием Аске)
  - Late, still life. Enjoyted Galerie, Лион, Франция (совместно с Nelio)
  - A Major Minority. 1AMSF Gallery, Сан-Франциско, США
  - I Биеннале уличного искусства Артмоссфера. Центр дизайна Artplay, Москва, Россия
  - Части стен. Галерея Ruarts, Москва, Россия
  - 2013 —
  - Col.la.ge. Mini Galerie, Амстердам, Нидерланды
  - Wider than a Postcard. Breeze block Gallery, Портленд, США
  - Синтез и Интеграция. Gallery Art.Ru, Москва, Россия
  - Famille Recomposee. Galerie Open Space, Париж, Франция
- 2012 — Сторона Б (совместно с Натальей Серковой). Проект «Фабрика», Москва, Россия
- 2010 — Домашняя работа (совместно с Nootk). Mesto Gallery, Москва, Россия

## Оценка творчества
творческий метод обращен к абстрактной живописи, а также переосмыслению модернистских традиций неопластицизма и конструктивизма в городском пространстве. Алексей Лука много работает с архитектурной формой и фактурой материалов, создавая произведения в техниках коллажа и ассамбляжа и используя различные медиа, будь то живопись, графика, объекты, инсталляции и site-specific проекты.

## Премии
- 2019 — арт-объект «Стайка 2607» — победитель всероссийской премии в области деревянной архитектуры АРХИWOOD по результатам народного голосования[30].
- 2020 — номинант премии Сергея Курехина в номинации «Искусство в общественном пространстве».
- 2021 - победитель конкурса художников новых достопримечательностей Всероссийского проекта «Культурный след» за инсталляции «На Тихорецкую состав отправится» в г. Тихорецк Краснодарского края совместно с Иваном Пантелеевым[31]